# Renate
För andra betydelser, se Renate (olika betydelser).

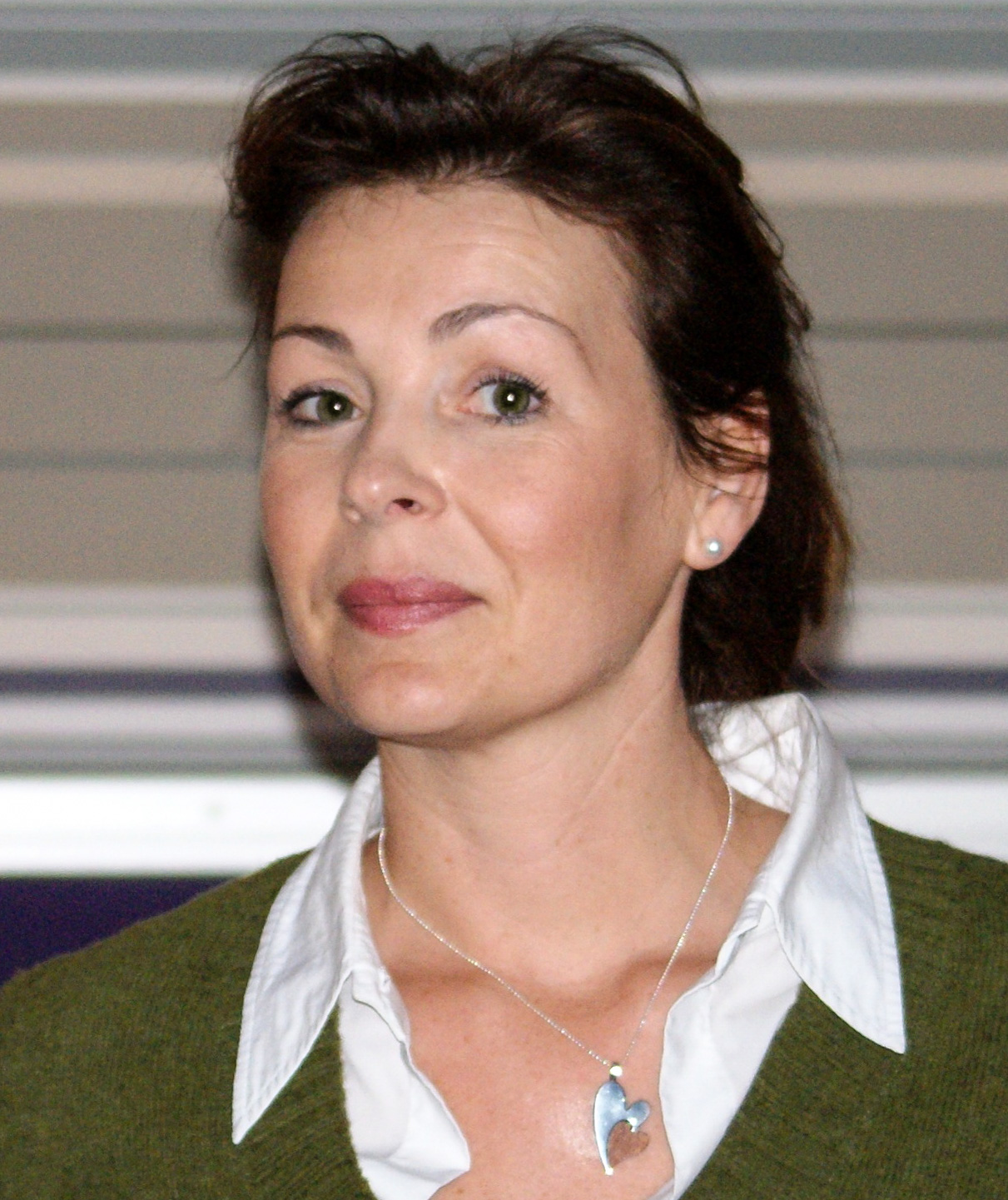
Renata Chlumska, 2011.

Renate (även Renata) är ett kvinnonamn som ursprungligen kommer från latinet, och betyder "den pånyttfödda".

## Personer som heter Renate
- Renata av Lothringen, hertiginna av Bayern
- Cecilia Renata av Österrike, drottning av Polen
- Renate Cerljen, svensk fotomodell och skönhetsdrottning
- Renata Chlumska, svensk och tjeckisk äventyrare, bergsbestigare och föreläsare
- Renata Costa, brasiliansk fotbollsspelare
- Renate Culmberger, tysk friidrottare
- Renate Groenewold, nederländsk skridskoåkare
- Renate Götschl, österrikisk alpin skidåkare
- Renate Lingor, tysk fotbollsspelare
- Renata Nielsen, dansk friidrottare
- Renate Riemeck, tysk konsthistoriker, fredsaktivist och skribent
- Renate Rudolph, östtysk handbollsspelare
- Silvia Renate Sommerlath, svensk drottning
- Renate Stecher, tysk friidrottare
- Renata Tebaldi, italiensk operasångare
- Renáta Tomanová, tjeckisk tennisspelare
- Renata Wrede, svensk målare, skulptör och författare
- Renata Vlachová, tjeckoslovakisk orienterare
- Maria Renata Saenger von Mossau, tysk nunna
- Renate von Natzmer, tysk agent